# جورج باولين
جورج باولين (بالفرنسية: Georges Paulin)‏ هو مهندس ومصمم فرنسي، ولد في مايو 1902 في الدائرة الرابعة عشرة في باريس في فرنسا، وتوفي في 1942 في Fort Mont-Valérien ‏ في فرنسا بسبب إعدام رميا بالرصاص.